# Watsonia pulchra
Watsonia pulchra är en irisväxtart som beskrevs av Nicholas Edward Brown och Peter Goldblatt. Watsonia pulchra ingår i släktet Watsonia och familjen irisväxter. Inga underarter finns listade i Catalogue of Life.